# Tarsac
Tarsac är en kommun i departementet Gers i regionen Occitanien i sydvästra Frankrike. Kommunen ligger i kantonen Riscle som tillhör arrondissementet Mirande. År 2022 hade Tarsac 158 invånare.

## Befolkningsutveckling
Antalet invånare i kommunen Tarsac
Referens:INSEE